# Marko Katic
Marko Katic (* 3. Dezember 2001 in Katerini, Griechenland) ist ein österreichischer Handballspieler.

## Karriere
Bereits in seiner Jugend lief Katic für die SG Handball Westwien auf. Nach der Saison 2019/20 war er einer von drei Spielern, die zur Wahl zum Newcomer des Jahres standen. 2020/21 und 2021/22 nahm Katic mit der Mannschaft am EHF European Cup teil. Zur Saison 2023/2024 wechselt er nach Spanien zum Verein Ademar León, bei dem er einen Zwei-Jahres-Vertrag erhielt. 2022/23 sicherte sich Katic mit der SG Handball Westwien den Meistertitel in der Handball Liga Austria. Sein bis 2025 laufender Vertrag in León wurde vorzeitig im Oktober 2023 aufgelöst, Katic blieb ohne Einsatz in der Liga Asobal 2023/2024. Noch im selben Monat wurde der Rückraumspieler vom 1. VfL Potsdam verpflichtet. Mit Potsdam stieg er im Jahr 2024 in die Bundesliga auf. Nach der Saison 2024/25 endete sein Vertrag in Potsdam.
Katic war in seiner Jugend Teil des Junioren-Nationalteams Österreichs. Seit Februar 2021 wurde der Rückraumspieler wiederholt in der österreichischen Handballnationalmannschaft eingesetzt.

## Erfolge
- SG Handball Westwien
  - 1× Österreichischer Meister 2022/23

## Saisonstatistik

### HLA Meisterliga
| 2017/18   | SG Handball Westwien                                            | HLA Meisterliga                                                 | 01                                                              | 0                                                               | 0/0                                                             | 0                                                               |                                                                 |                                                                 |                                                                 |                                                                 |
| 2018/19   | SG Handball Westwien                                            | HLA Meisterliga                                                 | 03                                                              | 03                                                              | 0/0                                                             | 03                                                              |                                                                 |                                                                 |                                                                 |                                                                 |
| 2019/20   | Saison aufgrund der COVID-19-Pandemie in Österreich abgebrochen | Saison aufgrund der COVID-19-Pandemie in Österreich abgebrochen | Saison aufgrund der COVID-19-Pandemie in Österreich abgebrochen | Saison aufgrund der COVID-19-Pandemie in Österreich abgebrochen | Saison aufgrund der COVID-19-Pandemie in Österreich abgebrochen | Saison aufgrund der COVID-19-Pandemie in Österreich abgebrochen | Saison aufgrund der COVID-19-Pandemie in Österreich abgebrochen | Saison aufgrund der COVID-19-Pandemie in Österreich abgebrochen | Saison aufgrund der COVID-19-Pandemie in Österreich abgebrochen | Saison aufgrund der COVID-19-Pandemie in Österreich abgebrochen |
| 2020/21   | SG Handball Westwien                                            | HLA Meisterliga                                                 | 023                                                             | 058                                                             | 2/2                                                             | 056                                                             |                                                                 |                                                                 |                                                                 |                                                                 |
| 2021/22   | SG Handball Westwien                                            | HLA Meisterliga                                                 | 018                                                             | 071                                                             | 2/2                                                             | 069                                                             |                                                                 |                                                                 |                                                                 |                                                                 |
| 2022/23   | SG Handball Westwien                                            | HLA Meisterliga                                                 | 029                                                             | 131                                                             | 29/41                                                           | 102                                                             |                                                                 |                                                                 |                                                                 |                                                                 |
| 2017–2023 | gesamt                                                          | HLA Meisterliga                                                 | 74                                                              | 263                                                             | 33/41 (80 %)                                                    | 230                                                             |                                                                 |                                                                 |                                                                 |                                                                 |